# Brattfors distrikt
Brattfors distrikt är ett distrikt i Filipstads kommun och Värmlands län. Distriktet ligger omkring Brattfors i östra Värmland.

## Tidigare administrativ tillhörighet
Distriktet inrättades 2016 och utgörs av Brattfors socken i Filipstads kommun.
Området motsvarar den omfattning Brattfors församling hade vid årsskiftet 1999/2000.

## Tätorter och småorter
I Brattfors distrikt finns en småort men inga tätorter. 

### Småorter
- Brattfors